# Pinus brutia
Pinus brutia är en tallväxtart som beskrevs av Michele Tenore. Pinus brutia ingår i släktet tallar, och familjen tallväxter.
Exemplaret som användes för artens vetenskapliga beskrivning kom från Kalabrien i Italien. Denna tall var troligen ett planterat exemplar.
Arten förekommer i sydöstra Europa och västra Asien. Utbredningsområdet sträcker sig från grekiska öar som Kreta och de Egeiska öarna över Turkiet och Ukraina till Libanon och Syrien samt till regioner sydöst om Svarta havet. I bergstrakter når Pinus brutia 1500 meter över havet. Vädret i regionen kännetecknas av heta och torra somrar samt av kyliga och fuktiga vintrar. Vid ursprungliga skogar med denna tall hittas en tät undervegetation av buskar. Buskarna saknas i planterade skogar.
Pinus brutia bildar ofta öppna skogar tillsammans med andra barrträd som äkta cypress och Juniperus excelsa eller med lövträd som kermesek, Quercus calliprinos och mastixbuske (Pistacia lentiscus). Arten kan etablera sig i områden som ödelades av bränder genom fröspridning.
Denna tall planteras mycket inom skogsbruket kring Medelhavet och Svarta havet på grund av att den är lätthanterlig, liksom aleppotall (Pinus halepensis). Där båda träd planteras tillsammans kan det vara svårt att skilja mellan arterna. Smaksättningen av vitvinssorten retsina sker med hjälp av harts från båda arter. Pinus brutia förekommer ibland som prydnadsväxt i stadsparker i utbredningsområdet men sällan utanför. Ett försök att introducera arten i sydöstra Australien var mindre lyckad.
För beståndet är inga hot kända. IUCN kategoriserar arten globalt som livskraftig.

## Underarter
Arten delas in i följande underarter:
- P. b. brutia
- P. b. eldarica
- P. b. pendulifolia
- P. b. pityusa

## Bildgalleri

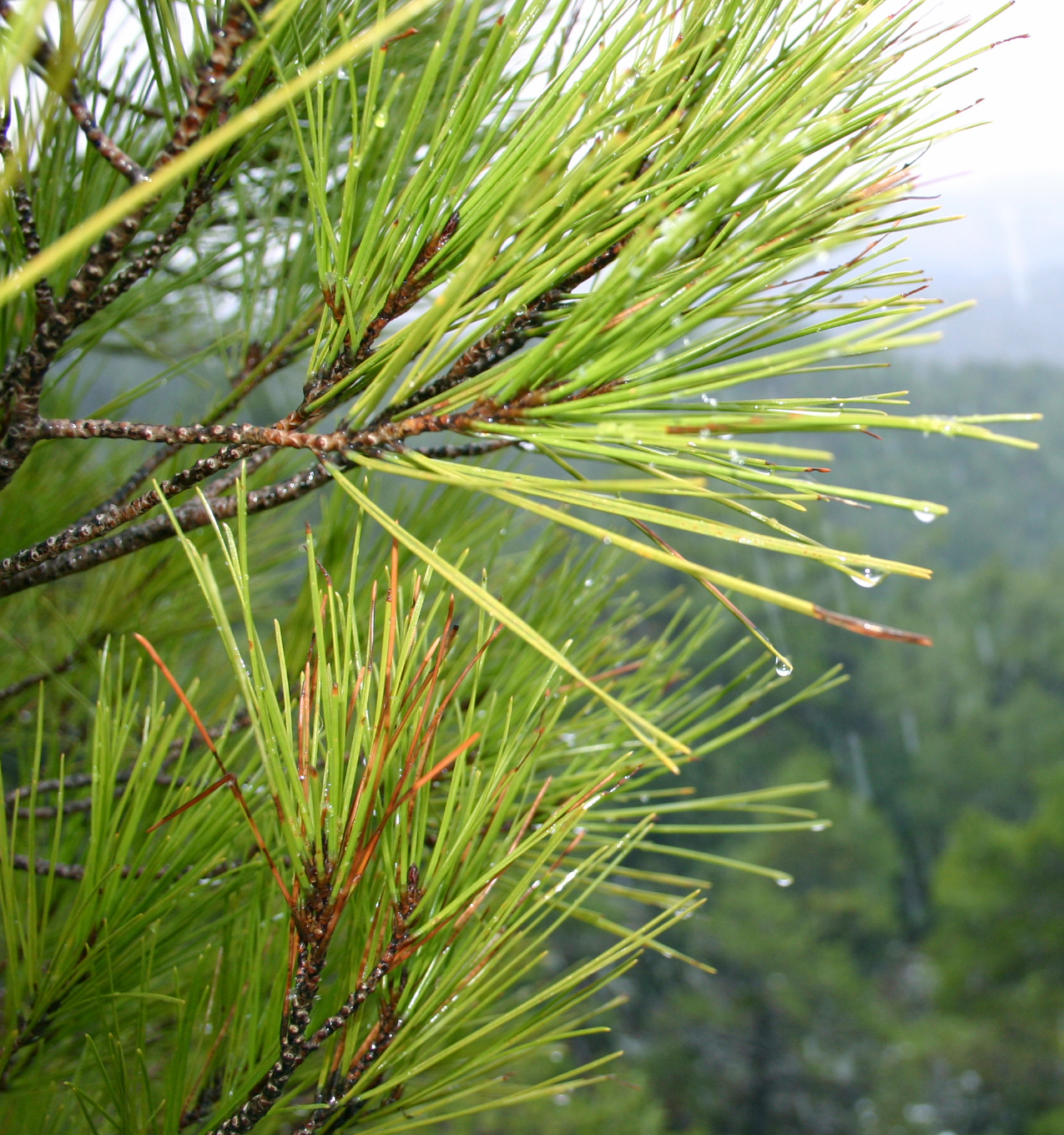
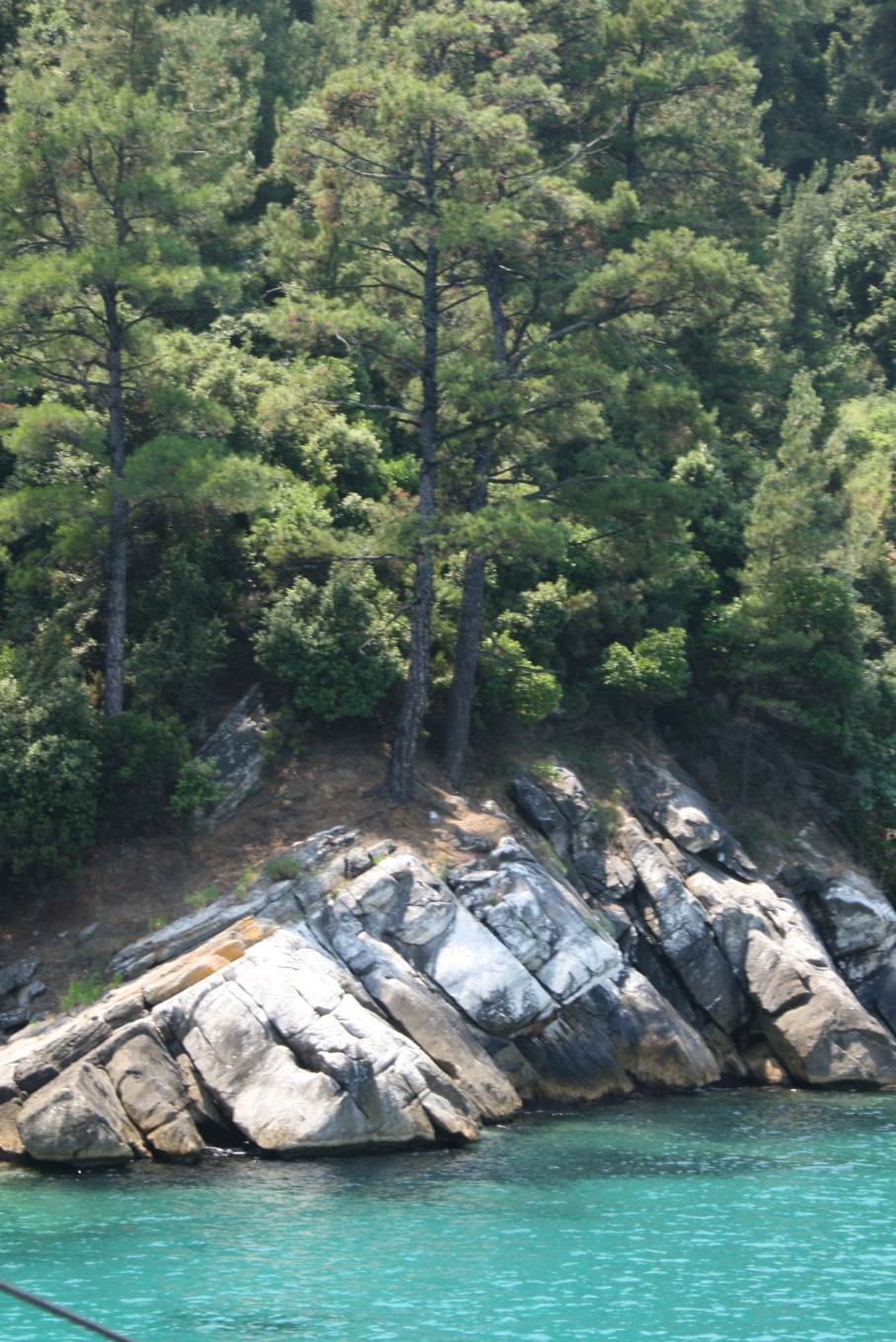
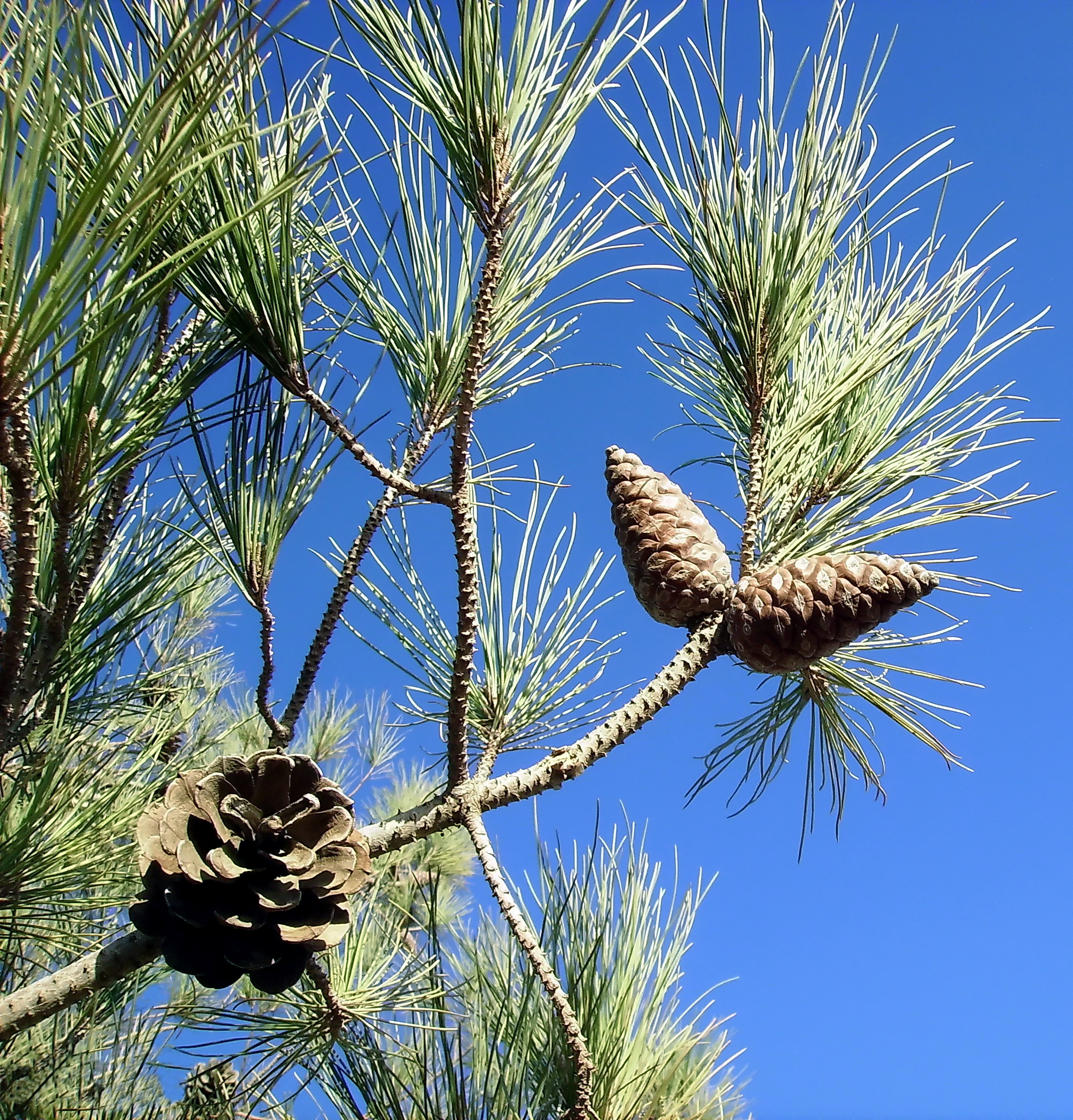
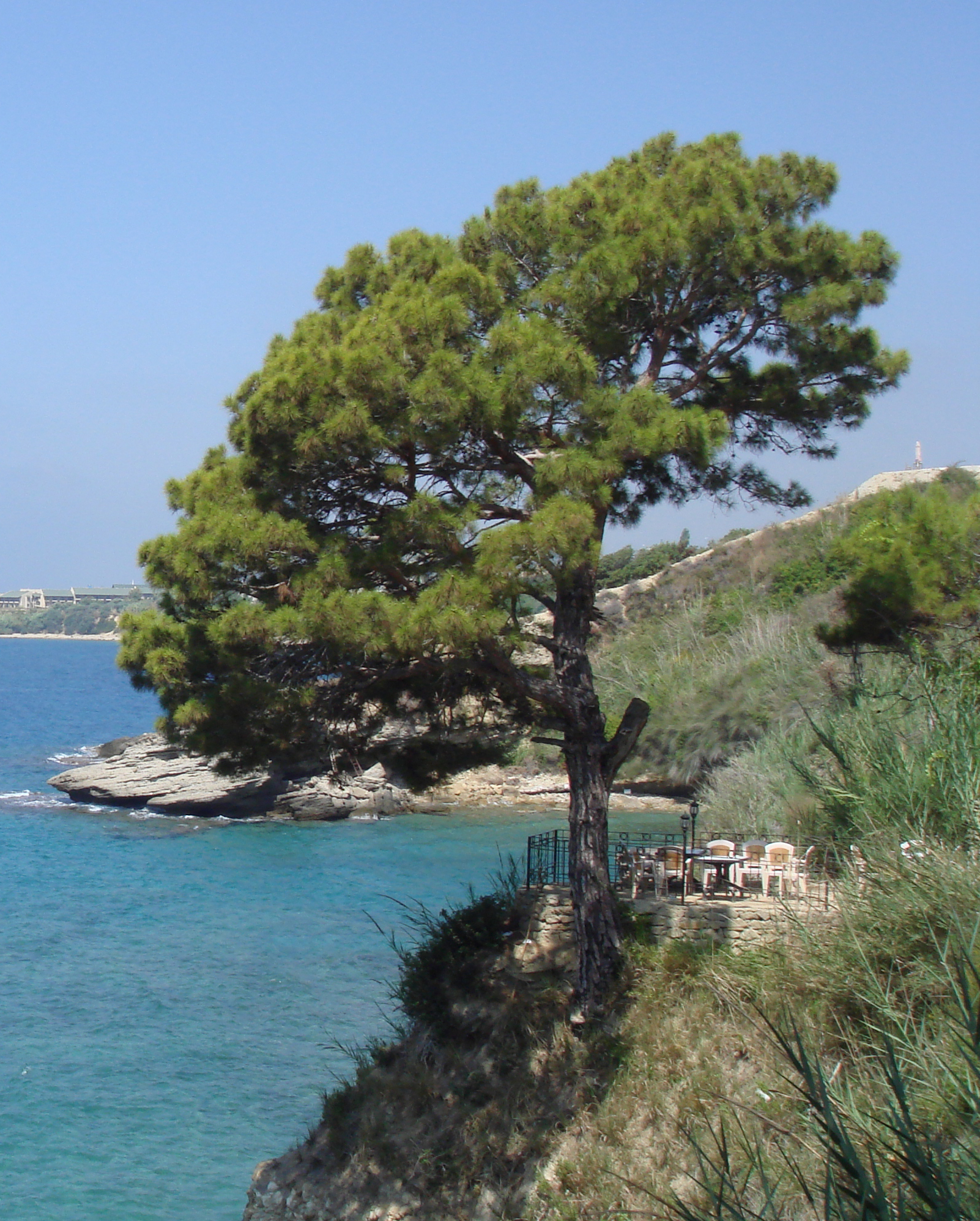
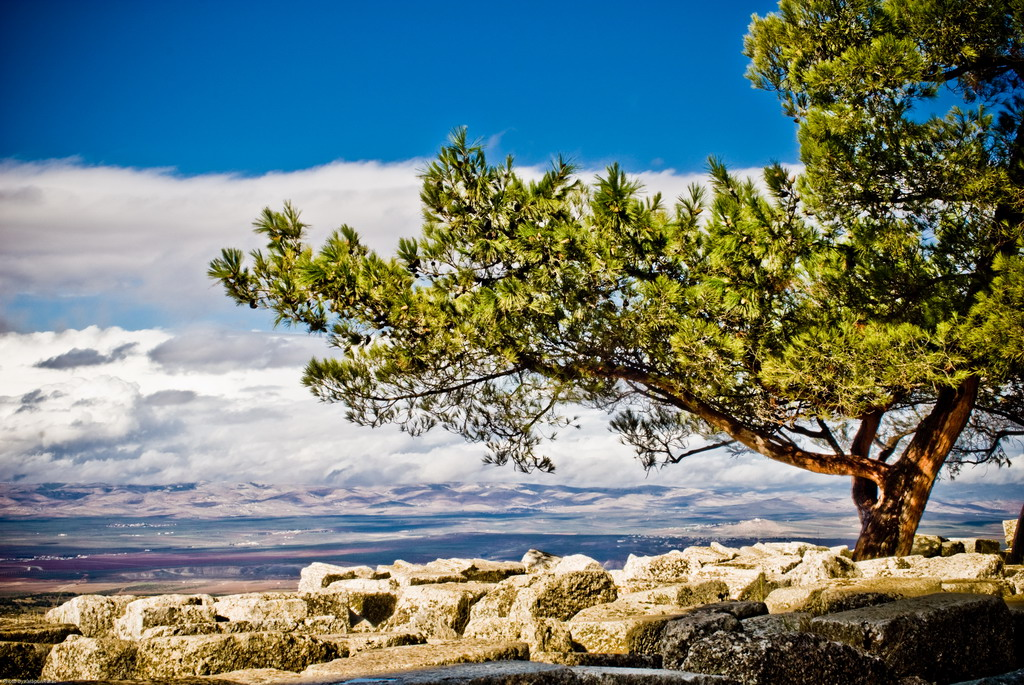
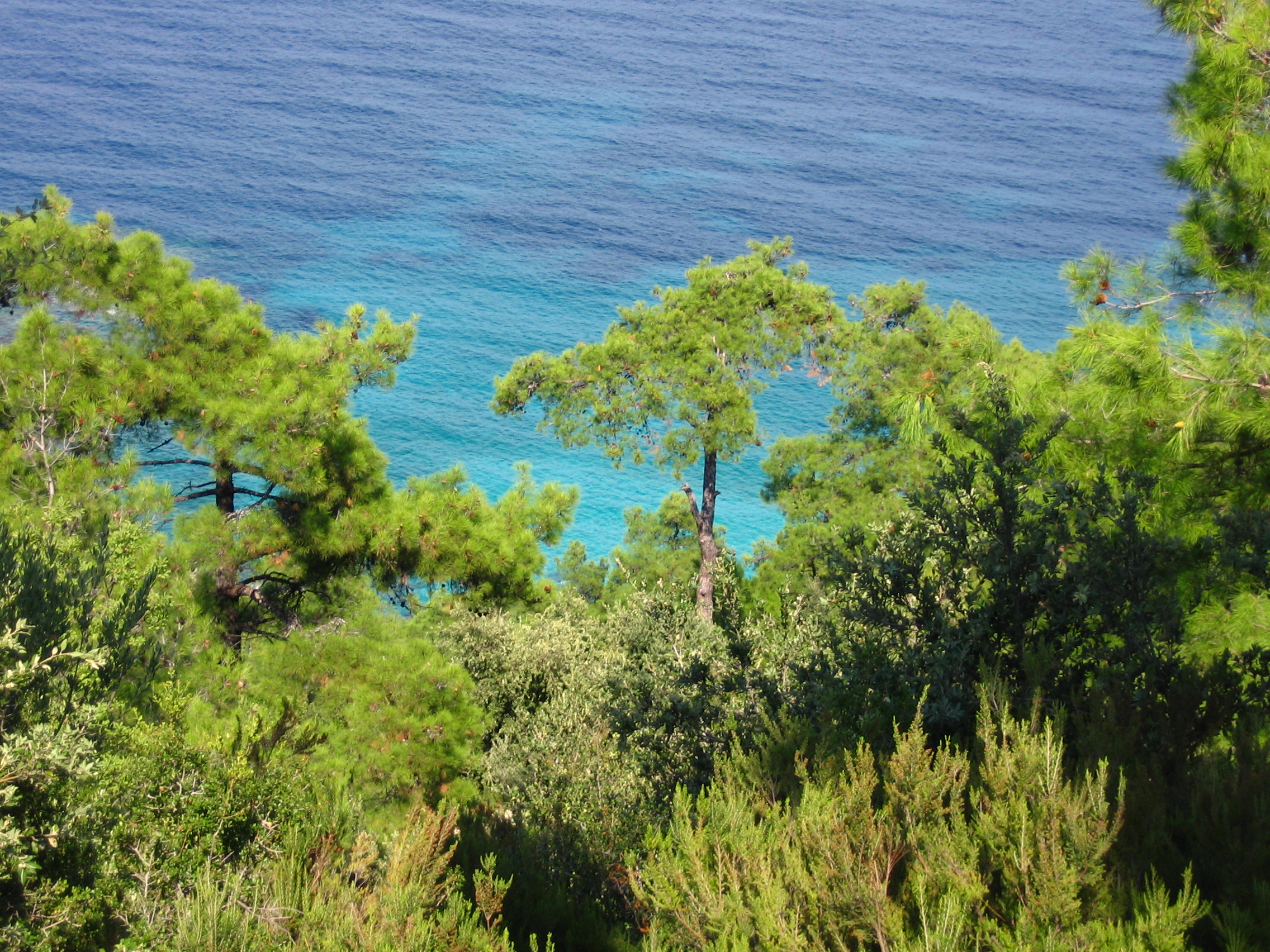